# Kazuo Wada
Kazuo Wada (和田 一夫 Wada Kazuo, 1929 – 19 tháng 8 năm 2019) là một doanh nhân Nhật Bản, nhà sáng lập có ảnh hưởng và là Chủ tịch Hội đồng quản trị của chuỗi siêu thị và cửa hàng bách hóa đa quốc gia đã ngừng hoạt động có tên Yaohan. Ông tiếp quản chuỗi tạp hóa nhỏ của cha mẹ mình vào thập niên 1950 và dành 4 thập kỷ tiếp theo để phát triển Yaohan thành một công ty toàn cầu với doanh thu hàng năm là 500 tỷ yên ở thời kỳ đỉnh cao của nó. Tuy nhiên, Yaohan đã không đủ khả năng chống chịu được sự thua lỗ và gánh nặng nợ nần trong suốt cuộc khủng hoảng tài chính châu Á năm 1997 và phải tuyên bố phá sản. Gần như không còn một xu dính túi, Wada đã dành quãng đời còn lại của mình để mở một văn phòng tư vấn cho các chủ doanh nghiệp trẻ ở Nhật Bản.

## Đầu đời
Kazuo Wada sinh năm 1929 ở thành phố Atami, tỉnh Shizuoka, trong một khu nghỉ dưỡng suối nước nóng gần thủ đô Tōkyō. Ông là con trai của ông bà Ryohei và Katsu Wada - những người đã mở tiệm tạp hóa ở Atami ngay một năm sau ngày ông chào đời. Trong những năm khó khăn sau Đại chiến thế giới thứ 2, mẹ ông là bà Katsu đã giành được cơ hội đưa doanh nghiệp gia đình này đi đến thành công, và theo báo đài đưa tin thì câu chuyện này đã truyền cảm hứng cho bộ phim truyền hình dài tập nổi tiếng của Nhật có tên là Oshin.